# 聖行
聖行（阿拉伯語：سنة），音譯遜奈，是阿拉伯語用語，指習慣或慣常做法。穆斯林以此用語來描述伊斯蘭教先知穆罕默德的言行習性。
記錄聖行是阿拉伯的傳統，人們皈依了伊斯蘭教後，便將這個傳統帶到伊斯蘭教裡。
穆罕默德聖行包括他的具體言詞、行為及習慣，對伊斯蘭教的靈性作用重大，聖行展示了與朋友、家庭及政府的生活方式。
伊斯蘭教法、馬利克·阿本·阿納斯及哈納斐學派（Hanafi）認為聖行與聖訓有所區別。馬利克·阿本·阿納斯拒絕接納聖訓，他認為聖訓違反了「麥地那人民既定的習慣」。聖行被認為是穆罕默德所相信的事物，不論是暗示或默示，這些聖行被他的同伴記錄下來並成為當今的聖訓。
聖行一語在什葉派裡是指穆罕默德的言行和他所認可的事物。什葉派穆斯林相信十二伊瑪目是穆罕默德所選來領導烏瑪（穆斯林社會）的。
穆罕默德在四十歲成為先知以後，他的個性特徵大部分都透過他的生平記錄、他的言論和行為而得知。在他的傳記裡，聖行往往與聖訓同義。

## 聖行與聖訓
在遜尼派裡，聖行是穆罕默德的舉止行為，經過穆罕默德同伴（薩哈巴）的共識而得。什葉派則認為聖行是穆罕默德及十二伊瑪目的行為。聖訓則是一些記述的匯集。在傳統上，聖行及聖訓這兩個詞語是可互換的，但是在不同的環境下，這兩個詞語是存在差異的。根據原文和傳述鏈，聖訓會依照它們的重要性而被劃分為不同的類別。聖訓學者會研究聖訓的內容及它們的傳播者以確認這些聖訓的可信性和真實性，這影響了早期伊斯蘭哲學及現代科學引用的發展。在穆罕默德在生時，由於出現了新的權威人物，穆罕默德聖行取代了部分原有的部落聖行。